# Castell d'Ewyas Harold
El castell d'Ewyas Harold o Ewyas Harold Castle fou un castell al poble d'Ewyas Harold a Herefordshire, Anglaterra.
El primer castell que va haver en aquest lloc es creu que va ser un dels pocs que es van construir abans de la conquesta normanda sota els Saxons, probablement l'any 1048, en el lloc d'una fortificació anterior, possiblement per Osbern Pentecost. Era un castell de mota i pati amb vistes al torrent de Dulas. L'any 1052, el castell original va ser destruït per ordre de Godwin, comte de Wessex o pels gal·lesos en una incursió.
Després de la conquesta normanda i la invasió de la zona, el castell va ser reconstruït per William FitzOsbern, el primer comte d'Hereford. El 1086, el Domesday Book va registrar:
A la jurisdicció del castell d'Ewyas Harold, Roger posseeix tres esglésies i un sacerdot i 32 acres de terra que rendeixen dos sestres de mel. Al castell té dos messuages (cases d'habitatge amb dependències).
L'any 1100 va ser fundat un priorat dins del castell.
El castell va caure en decadència parcialment fins a principis del segle xv. Va ser llavors, quan en possessió de William Beauchamp, primer baró Bergavenny, que el va reforçar davant l'amenaça d'Owain Glyndŵr. No hi ha cap registre de que fos atacat en aquest moment. Owain i les seves diverses forces van centrar la seva atenció en estratègies i oportunitats en altres llocs.
Posteriorment, es va tornar a enderrocar de nou cap a l'any 1645, i avui solament els moviments de terra a la vora del llogaret serveixen per marcar on era una vegada.